# Klein Agelo
Klein Agelo (Nedersaksisch: Klean of Lut(te)ken Oagel) is een buurtschap in de Twentse gemeente Dinkelland in de Nederlandse provincie Overijssel. Samen met Groot Agelo wordt het ook wel als geheel Agelo genoemd. Tot de gemeentelijke herindeling van 1 januari 2001 viel Klein Agelo onder de gemeente Denekamp. 
In de omgeving vindt men voorbeelden van vakwerkboerderijen in de stijl van de hallenhuisboerderij.